# Simko Shikak
Simko Shikak (nato Ismail Agha Shikak; in curdo سمکۆی شکاک‎, Simko Şikak; Urmia, 1887 – Oshnavieh, 30 giugno 1930) è stato un agha militare curdo della tribù Shekak.
Nacque in un'importante famiglia feudale curda con sede nella fortezza di Chihriq, posta vicino al fiume Baranduz nella regione di Urmia, nell'Iran nordoccidentale. Nel 1920, alcune parti dell'Azerbaigian iraniano situate a ovest del lago Urmia furono sotto il suo controllo. Guidò gli agricoltori curdi in battaglia e sconfisse l'esercito iraniano in diverse occasioni. Il governo iraniano lo fece assassinare nel 1930. Simko prese parte al massacro degli assiri di Khoy e istigò il massacro di 1.000 assiri a Salmas.

## Contesto familiare
La sua famiglia era una delle famiglie curde più importanti e politicamente attive durante il regno iraniano dei Qajar dalla fine del XVIII all'inizio del XX secolo. Sadiq Khan Shikak era uno dei generali e governatori del primo stato del sovrano Qajar l'agha Muhammad Khan e comandava una forza di 10.000 soldati. Tuttavia, cadde presto in disgrazia e il monarca Qajar tentò di assassinarlo. Sadiq Khan fu accusato di aver preso parte all'assassinio del re Qajar nella città di Şuşa nel 1797. Tra gli altri membri di spicco della famiglia si annoverano Ismail Khan il Grande e suo figlio Ali Khan, Muhammad Pasha figlio di Ali Khan, Cewer (Ja'afar) Agha fratello di Simko. Molti membri della famiglia furono assassinati dallo stato dei Qajar come Cewer (Dja'far) Agha che fu ucciso a Tabriz per ordine del governatore generale.

### Vita politica
Ci sono opinioni diverse e contrastanti su Simko tra gli storici curdi.  Dopo l'assassinio di Cewer Agha, Simko divenne il capo delle forze Shikak. Nel maggio 1914 partecipò a un incontro con Abdürrezzak Bedir Khan, che all'epoca era un politico curdo sostenuto dai russi. Il governo iraniano tentò di assassinarlo come gli altri membri della sua famiglia. Nel 1919, Mukarram ul-Molk, il governatore dell'Azerbaigian, escogitò un complotto per uccidere Simko inviandogli un regalo con una bomba nascosta al suo interno.
Simko fu anche in contatto con rivoluzionari curdi come Seyyed Taha Gilani (nipote dello sceicco Ubeydullah che si era ribellato contro l'Iran negli anni ottanta dell'Ottocento). Seyyed Taha era un nazionalista curdo che conduceva tra i curdi iraniani la propaganda per l'unione del Kurdistan iraniano e del Kurdistan turco in uno stato indipendente.
Insieme alle forze ottomane organizzò il massacro di Haftevan nel febbraio 1915 durante il quale furono assassinati 700-800 armeni e assiri.

### Rivolta di Simko Shikak
Nel marzo 1918, con il pretesto di un incontro ai fini della cooperazione, Simko organizzò l'assassinio del patriarca della Chiesa assira d'Oriente, Mar Shimun XIX Benyamin, tendendo un'imboscata a lui e alle sue 150 guardie, mentre Mar Shimun stava entrando nella sua carrozza. L'anello patriarcale fu rubato in quel momento e il corpo del patriarca fu recuperato solo poche ore dopo, secondo il racconto di un testimone oculare Daniel d-Malik Ismael.
Il 16 marzo, dopo l'assassinio di Mar Shimun, gli assiri sotto il comando di Malik Khoshaba e Petros Elia di Baz attaccarono la fortezza di Simkos a Charah in cui Simko fu nettamente sconfitto. La fortezza di Charah non era mai stata conquistata in precedenza nonostante i tentativi degli iraniani e il fiume era rosso per il sangue dei combattenti Shikak morti. Simko fu preso dal panico durante la battaglia e riuscì a scappare, abbandonando i suoi uomini.
Nell'estate del 1918 Simko stabilì la sua autorità nella regione a ovest del Lago di Urmia.
In quel momento, il governo di Teheran cercò di raggiungere un accordo con Simko sulla base di una limitata autonomia curda. Simko aveva organizzato un robusto esercito curdo che era molto più forte delle forze governative iraniane. Poiché il governo centrale non poteva controllare le sue attività, Simko continuò ad espandere l'area sotto il suo controllo e nel 1922 le città di Baneh e Sardasht furono sotto la sua amministrazione.
Nella battaglia di sari Taj nel 1922, le forze di Simko non riuscirono a resistere all'assalto dell'esercito iraniano nella regione di Salmas e furono infine sconfitte; la fortezza di Chari fu occupata. La forza del contingente dell'esercito iraniano inviato contro Simko era di 10.000 soldati.

## Eredità
Le rivolte di Simko sono viste da alcuni autori come un tentativo da parte di un potente capo tribù di stabilire la propria autorità personale sul governo centrale lungo la regione. Sebbene in questo movimento fossero presenti elementi del nazionalismo curdo, gli storici concordano che questi non erano abbastanza articolati da giustificare l'affermazione che il riconoscimento dell'identità curda fosse una questione importante nel movimento di Simko. Esso mancava di qualsiasi tipo di organizzazione amministrativa e Simko era principalmente interessato al saccheggio. Le forze governative e non curde non erano le uniche a subire gli attacchi, e anche la popolazione curda veniva derubata e aggredita. Gli uomini di Simko non sembravano provare alcun senso di unità o solidarietà con i compagni curdi. Secondo le parole del curdologo e iranologo Garnik Asatrian:
D'altra parte, la vittoria militare di Reza Shah su Simko e sui capi tribali turchi avviò un'epoca repressiva nei confronti delle minoranze non persiane. In una prospettiva nazionalistica, la rivolta di Simko è descritta come un tentativo di costruire un'alleanza tribale curda a sostegno dell'indipendenza. Secondo Kamal Soleimani, Simko Shikak può essere collocato "all'interno dei confini dell'etnonazionalismo curdo".  Secondo il politologo Hamid Ahmadi: